# Wapen van Ommelanderzeedijk
Het wapen van Ommelanderzeedijk heeft twee verschijningsvormen gekend. De eerste werd op 19 november 1969 per Koninklijk Besluit aan het Groninger waterschap Ommelanderzeedijk toegekend. Het tweede werd eveneens per Koninklijk Besluit toegekend, dit gebeurde naar aanleiding van een fusie, op 21 juli 1987. Het waterschap is in 1995 opgegaan in de waterschappen Noorderzijlvest en Hunze en Aa's. Noorderzijlvest is zelf een nieuw ontstaan waterschap en heeft twee harten overgenomen in het wapen.

## Blazoeneringen
Doordat het wapen eenmaal is aangepast zijn er twee blazoeneringen voor het wapen van de Ommelanderzeedijk.

### Eerste wapen
De omschrijving van het eerste wapen luidde als volgt:
In zilver drie linkerschuinbalken van azuur, vergezeld van elf schuingeplaatste harten van keel, geplaatst 1, 4, 4 en 2 en een naar binnen uitgestulpte zoom van sabel, langs de schildrand geboord van goud. Het schild gedekt met een gouden kroon van drie bladeren en twee paarlen.
Het wapen is zilver van kleur met daarop drie blauwe schuinbalken lopende van heraldisch rechtsboven naar linksonder. Op het zilveren veld elf schuingeplaatste rode harten. Rechtsboven een, de twee velden eronder elk vier en de onderste twee. Het schildzoom is zwart en naar het wapen toe geschulpt. Om de schildzoom heen een gouden boord. Op het wapen staat een gravenkroon.

### Tweede wapen
De omschrijving van het tweede wapen luidde als volgt:
In zilver drie linkerschuinbalken van azuur, vergezeld van elf schuingeplaatste harten van keel, geplaatst één, vier, vier en twee, en een ingeschulpte zoom van goud. Het schild gedekt met een gouden kroon van vijf bladeren en gehouden ter rechterzijde door een zeemeermin van zilver, geschubd, gevind en gestaart van azuur en ter linkerzijde door een zeedraak van zilver, getongd, genageld, geschubd, gevind en gestaart van azuur.
Het schild is vrijwel ongewijzigd. Wel is de schildzoom nu van goud en niet voorzien van een boord. Op het schild staat niet een gravenkroon, maar een markiezenkroon. Aan het wapen zijn tevens twee schildhouders toegevoegd: heraldisch rechts een zeemeermin en links een zeedraak. Beide zijn van zilver met een blauwe staart. De nagels, de tong en de schubben aan de rugzijde van de draak zijn eveneens blauw.

## Symboliek
De Ommelanderzeedijk loopt van Nieuw Statenzijl tot aan Lauwersoog en omvat daarmee vrijwel de gehele zeezijde van de provincie Groningen. Om die reden is ook het belangrijkste symbool van de provincie Groningen in het wapen opgenomen: de schuinbalken met harten. Deze zijn het symbool van de Groninger Ommelanden. De schildhoudende zeemeermin komt uit het wapen van Eemsmond, waar zij als wapendier stond. De draak symboliseert de indringende Dollard.

## Vergelijkbare wapens
De volgende wapens hebben op historische gronden overeenkomsten met het wapen van het waterschap Ommelanderzeedijk. Officieel is het Wapen van Wetterskip Fryslân gebaseerd op de vlag van Friesland, maar gelijkt daardoor sterk op het wapen van de Ommelanden en Ommelanderzeedijk.

Het wapen van Groningen
Het wapen van Noorderzijlvest
Het wapen van Eemsmond
Het wapen van Wetterskip Fryslân

Aduarderzijlvest ·
Dollardzijlvest ·
Dorpster zijlvest ·
Duurswold ·
Eemszijlvest ·
Electra ·
Fivelingo ·
Generaal Zijlvest der Drie Delfzijlen ·
Gorecht ·
Havenschap Delfzijl ·
Hoop en Verwachting ·
Hunsingo ·
De Johannes Kerkhoven Polder ·
Oldambt ·
Ommelanderzeedijk ·
Pekel A ·
Reiderland ·
Reiderzijlvest ·
Termunter-Zijlvest ·
Westerkwartier ·
Westerwolde ·
Winsummer en Schaphalster Zijlvest ·